# Limitation Language
Als Limitation Language (deutsch „Begrenzungsregel“, „Zweckbegrenzung“) wird im Finanzwesen der Anglizismus für eine Klausel in Kreditverträgen bezeichnet, durch welche die Zahlungsverpflichtung einer Kapitalgesellschaft mit einer beschränkten Haftungsmasse aus einer von dieser übernommenen Haftung oder die Verwertbarkeit der von ihr gestellten Kreditsicherheiten für Verbindlichkeiten ihrer direkten oder indirekten Gesellschafter oder deren verbundene Unternehmen (sog. upstream-Besicherung) beschränkt wird.

## Allgemeines
Hintergrund sind die Regelungen zur Kapitalerhaltung bei Kapitalgesellschaften und das daraus folgende und im Interesse der Gläubiger des Unternehmens liegende Verbot der Einlagenrückgewähr, wie es in vielen Ländern in unterschiedlicher Ausgestaltung, aber mit ähnlichen Rechtsfolgen besteht. Das Verbot der Einlagenrückgewähr erfasst auch die Fälle der Mithaftung für Gesellschafterverbindlichkeiten bzw. die Stellung von Sicherheiten für solche Verbindlichkeiten gegenüber Dritten. Es handelt sich um Regelungen, die das Recht der des Kreditgebers, up-stream– und cross-stream-Sicherheiten zu verwerten, beschränken sollen. Durch diese Klausel wird erreicht, dass Kapitalgesellschaften aus Kreditsicherheiten nur insoweit in Anspruch genommen werden dürfen, als dadurch nicht ihr Grund- oder Stammkapital unterschritten wird.

## Deutschland
Um eine Haftung des Vorstands der AG oder der Geschäftsführung der GmbH in einer Unternehmenskrise zu vermeiden, sollte für Tochtergesellschaften regelmäßig eine Limitation Language in die Vertragsdokumentation aufgenommen werden.

### Aktiengesellschaften
Bei der AG folgt das Verbot der Einlagenrückgewähr aus § 57 AktG. Demnach dürfen den Aktionären die Einlagen nicht zurückgewährt werden. Unter „Rückgewähr“ fällt jede Leistung der AG an ihre Aktionäre, die an diese wegen der Stellung als Aktionär erbracht wird, es sei denn, sie erfolgt aus einem Bilanzgewinn oder ist ausnahmsweise gesetzlich zugelassen. Ein Verstoß gegen § 57 AktG führt nach herrschender Meinung zur Nichtigkeit der betreffenden Verpflichtungs- und Verfügungsgeschäfte.
Ausnahmen vom Verbot der Einlagenrückgewähr
Eine wesentliche Ausnahme vom Verbot der Einlagenrückgewähr ist im Zusammenhang mit der Limitation Language das Bestehen eines Beherrschungs- oder Gewinnabführungsvertrages (§ 57 Abs. 1 Satz 3, § 291 AktG).

#### Gesellschaften mit beschränkter Haftung
Die Regelungen zur Kapitalerhaltung und das daraus folgende Verbot der Einlagenrückgewähr ist in Deutschland für die GmbH in den §§ 30 und 31 GmbHG niedergelegt. Das im Gesetzestext verwendete Wort „Auszahlung“ bzw. „Zahlung“ ist weit auszulegen und erfasst deshalb auch die Stellung von Sicherheiten zugunsten des Gesellschafters oder diesem nahestehender Personen. Die hieraus folgende persönliche Haftung der Geschäftsführer im Falle eines Verstoßes gemäß § 43 Abs. 3 iVm §§ 30, 31 GmbHG soll durch diese Klausel vermieden werden, indem die Gesellschaft nicht verpflichtet ist, das zur Erhaltung des Stammkapitals erforderliche Vermögen auszuzahlen bzw. der Verwertung preiszugeben.
Ausnahmen vom Verbot der Einlagenrückgewähr
Eine Einlagenrückgewähr ist kraft gesetzlicher Anordnung ausnahmsweise dann zulässig, wenn zwischen der GmbH und dem begünstigten Gesellschafter ein Beherrschungs- oder Gewinnabführungsvertrag im Sinne des § 291 AktG besteht.

### Bilanzielle Betrachtungsweise
Im Hinblick auf die umstrittene Frage, wann es sich bei einer „Auszahlung“ um eine Einlagenrückgewähr iSd § 30, 31 GmbHG handelt, hat das MoMiG eine Klärung dahingehend gebracht, dass allein die bilanzielle Betrachtungsweise gilt. Danach können nur solche Beträge ausgezahlt werden, um die das Reinvermögen der Gesellschaft (Aktivvermögen abzüglich Verbindlichkeiten) den Betrag des Stammkapitals übersteigt. Soweit ein vollwerthaltiger Gegenleistungs- oder Rückgewähranspruch der GmbH gegen ihren Gesellschafter besteht, kann dieser – wegen der maßgebenden bilanziellen Betrachtung – bei den Aktiva berücksichtigt. Sofern und soweit durch eine Zahlung auf die für Gesellschafterverbindlichkeiten übernommene Haftung oder durch eine Verwertung der hierfür gestellten Sicherheiten bei bilanzieller Betrachtung der Betrag des Stammkapitals unterschritten (sog. Unterbilanz) oder eine bereits bestehende Unterbilanz vertieft würde, kann aufgrund der Klausel eine Zahlung bzw. Verwertung gegenüber dem Gläubiger verweigert werden.
Allerdings ist bei der Bestellung von Sicherheiten umstritten, auf welchen Zeitpunkt zur Beantwortung der Frage, ob eine Einlagenrückgewähr vorliegt oder nicht, abzustellen ist. Dies könnte zum einen der Zeitpunkt der Sicherheitenbestellung sein. Diese wird – sofern die Inanspruchnahme der Sicherheit nicht bereits absehbar ist – aber grundsätzlich bilanzneutral sein, da nach § 251 HGB solche Haftungsverhältnisse nur unter der Bilanz auszuweisen sind. Es könnte aber auch auf den Zeitpunkt der Verwertung abgestellt werden. Sich aus der Sicherheitenbestellung für Gesellschafterverbindlichkeiten ergebende Rückgewähransprüche, die  der Gesellschaft gegen ihren Gesellschafter hat, werden dann allerdings kaum noch werthaltig sein. Durch deren Aktivierung kann eine durch die Sicherheitenverwertung entstehende oder sich vertiefende Unterbilanz in aller Regel nicht mehr ausgeglichen werden.

### International
Da die Regelungen zur Kapitalerhaltung bei Kapitalgesellschaften und das daraus folgende Verbot der Einlagenrückgewähr dem Gläubigerschutz der Gesellschaft dient und letztlich einen Missbrauch der (auf die Einlage) beschränkten Haftung der Gesellschafter verhindern soll, existieren in vielen Ländern ähnliche Regelungen. Zum Teil wird diese Thematik auch unter dem Stichwort „Financial Assistance“ behandelt.

#### Angloamerikanischer Rechtskreis
In den USA werden entsprechende Vertragsklauseln meist „Savings Clauses“ genannt. In seiner vielbeachteten Entscheidung zum Insolvenzverfahren In re Tousa vom 30. Oktober 2009 hat das United States Bankruptcy Court for the Southern District of Florida eine im Markt häufig verwendete Savings Clause als unwirksam erachtet. Es bleibt abzuwarten, ob andere Gerichte dieser Entscheidung folgen werden. Die Limitation Language gehört im internationalen Kreditverkehr weder zu den Covenants noch zu den Boilerplates der Musterverträge der Loan Market Association, muss also bei Vertragsverhandlungen besonders berücksichtigt werden.

## Bedeutung für die Praxis
Die Limitation Language stellt ein erhebliches Entgegenkommen der Kreditgeber zu Gunsten der Geschäftsführung der betroffenen Gesellschaft dar, da sie damit im Zweifel auf die Durchsetzbarkeit der Haftungsverpflichtung und der ihnen gewährten Sicherheiten verzichten müssen. Trotz dieser Problematik ist die Limitation Language in der Praxis weit verbreitet.

### Risiken

#### Kreditgeber
Die Kapitalerhaltungsvorschriften gelten grundsätzlich nur im Verhältnis der Gesellschaft zu den Geschäftsführern und Gesellschaftern. Ein Verstoß hiergegen hat für den Kreditgeber – zumindest bei der deutschen GmbH – deshalb grundsätzlich nicht zur Folge, dass er auf den Mithaftenden bzw. die Sicherheit nicht zugreifen dürfte. Allerdings wird das berechtigte Interesse der Geschäftsführer, nicht in eine persönliche Haftung zu geraten, gesehen. Insofern hat sich in der Bankpraxis etabliert, dass die Kreditgeber regelmäßig bereit sind, eine Limitation Language in die Kreditdokumentation aufzunehmen. Dies kann allerdings weitreichende Folgen haben. Das Hauptrisiko für den Kreditgeber liegt in dem mit der Limitation Language einhergehenden Zweifel an der Durchsetzbarkeit der Mithaftung bzw. der Verwertbarkeit von Sicherheiten. Schlimmstenfalls muss der Kreditgeber mit dem Rechtsrisiko rechnen, dass er im Sicherungsfall auf die Mithaftung bzw. die Sicherheiten nicht oder jedenfalls nicht umfassend zurückgreifen kann. Wegen dieser Zweifel ist bei Kreditinstituten als Kreditgeber auch fraglich, ob die Haftung bzw. Sicherheit nach den Art. 193 ff. CRR risikomindernd berücksichtigt werden dürfen. Denn gemäß Art. 194 CRR muss eine Besicherung in allen relevanten Rechtsräumen rechtswirksam und durchsetzbar sein. Können Sicherheiten nicht berücksichtigt werden, ist die Eigenkapitalbelastung der Banken und damit auch die Eigenkapitalkosten höher, was sich in einem höheren Kreditzins niederschlagen wird.

#### Geschäftsführer
Siehe hierzu auch den Artikel GmbH-Geschäftsführer-Haftung.

### Vertragsgestaltung
Bei der Limitation Language sind im Wesentlichen zwei alternative Vertragsgestaltungen in verschiedenen Varianten denkbar. Zum einen kann die Limitation Language als Einrede gegen eine Zahlungsverpflichtung oder Sicherheitenverwertung ausgestaltet sein. Denkbar ist im Hinblick auf gestellte Sicherheiten nach der bilanziellen Betrachtungsweise aber auch, dass diese zwar zunächst verwertet werden dürfen, die Gesellschaft aber insoweit einen Auskehrungsanspruch gegen den Sicherungsnehmer hat, als es sich um eine Einlagenrückgewähr handelt. Zumindest bei Banken als Sicherungsnehmer dürfte der Anspruch auf Auskehr in aller Regel auch werthaltig sein und dadurch das Entstehen einer Unterbilanz verhindern.
Begrenzung des Regelungsinhalts
Die Kautelarpraxis versucht die mit der Limitation Language einhergehende Einschränkung der Haftung bzw. Verwertbarkeit von Sicherheiten auf den wesentlichen Kern der Haftungsvermeidung für die Geschäftsführung zu begrenzen. So wird regelmäßig vereinbart, dass die Limitation Language keine Anwendung findet, wenn die Haftung für bzw. Besicherung von Gesellschafterverbindlichkeiten erlaubt ist. Dies wird dann der Fall sein, wenn auf Seiten der Gesellschaft bzw. der Gesellschafter Möglichkeiten bestehen durch eigene Maßnahmen die persönliche Haftung der Geschäftsführer zu vermeiden, so z. B. durch Abschluss von Beherrschungs- oder Gewinnabführungsverträgen. Auch soweit die Mithaftung bzw. Sicherheitenverwertung durch Maßnahmen der Gesellschaft eingeschränkt würde – z. B. bei Kapitalerhöhungen aus Gesellschaftsmitteln – soll die Limitation Language nicht eingreifen.
Ausweitung des Regelungsinhalts
In der Praxis ist zum Teil aber auch eine Ausweitung des Regelungsgehalts der Limitation Language auf weitere Sachverhalte festzustellen. Neben dem Verbot der Einlagenrückgewähr und der sich daraus ergebenden persönlichen Haftung der Geschäftsführer besteht für die Geschäftsführer noch in weiteren Fällen ein Haftungsrisiko.
Hier ist insbesondere die Haftung nach § 64 Satz 3 GmbHG a.F. zu nennen, welche sich auch im Falle der Mithaftung bzw. Sicherheitenstellung für Gesellschafterverbindlichkeiten realisieren kann. Anders als beim Verbot der Einlagenrückgewähr ist hier nicht die bilanzielle Betrachtung ausschlaggebend. Vielmehr handelt es sich um eine Insolvenzverursachungshaftung wegen einer sich aus der Leistung absehbar ergebenden Zahlungsunfähigkeit der Gesellschaft. Allerdings wird die Aufnahme dieses Sachverhalts in die Limitation Language in aller Regel nicht sachgerecht sein, weil im Falle der Mithaftung – sei es gesamtschuldnerisch oder aus einer Bürgschaft oder Garantie – die Eingehung der Verbindlichkeit noch nicht haftungsbegründend ist und der Geschäftsführer im Falle der Inanspruchnahme aus der Mithaftung die Zahlung schlicht unter Verweis auf § 64 Satz 3 GmbHG verweigern kann und ggf. auch muss. Bei der Bestellung von Sicherheiten muss der Geschäftsführer sich dagegen die Frage stellen, ob mit deren Inanspruchnahme zu rechnen ist und wenn ja, ob eine Inanspruchnahme absehbar zur Zahlungsunfähigkeit der Gesellschaft führt. Dies wird im Zeitpunkt der Sicherheitenbestellung in aller Regel aber zu verneinen sein, und nur auf diesen Zeitpunkt kommt es bei § 64 Satz 3 GmbHG an.
Daneben wird teilweise auch versucht, der Rechtsprechung des Bundesgerichtshofs zum existenzvernichtenden Eingriff durch Vertragsgestaltung zu begegnen.
Nachweis der Verletzung der Kapitalerhaltungsvorschriften
Die Kreditgeber werden sich im Zweifel nicht allein auf die Mitteilung der Geschäftsführung verlassen, dass eine Zahlung bzw. Sicherheitenverwertung zu einem Verstoß gegen die Kapitalerhaltungsvorschriften führen würde. Deshalb wird regelmäßig vereinbart, dass dies durch einen anerkannten Wirtschaftsprüfer nachzuweisen ist.